# Затурин
Зату́рин — село в Україні, у Підгаєцькій міській громаді Тернопільського району Тернопільської області. Розташоване в південній частині району  на річці Золота Липа. До 1990 року належало до Бережанського району.
Поштове відділення — Завалівське. До 2020 року у підпорядкуванні Завалівській сільраді.
До Затурина приєднано хутір Гута. Населення — 182 особи (2001).

## Історія
Поселення відоме від 18 ст..
Перед Другою світовою війною в селі було 110 хат-господарств і приблизно 450 осіб населення. До Затурина належав присілок Затуринська Гута, званий також Скляна Гута, тому, що тут колись виробляли скло. Затуринська Гута разом із Затурином належали до парафії Маркова, де парохами були о.о. Гнат Михалевич, Михайло Щуровський, Петро Барановський.
У 1930 році польський шовінізм пацифікував і Затурин. Пацифікатори знищили кооперативну крамницю, читальню й господарства Бориславського, Михайлюка та ін.
24 квітня 1944 року у лісі Слив'янки між Голгочами і Затурином відбувся бій між німцями та сотнею «Крука» (в яку пішли хлопці з Маркови, Затурина та з інших сіл). Сотні вдалося вийти з оточення, втративши 1 вбитого і 9 поранених бійців. Найбільший бій з німцями провела сотня УПА «Сірі Вовки» під командуванням командира «Бистрого» у лісі біля с. Затурина 25 червня 1944 року. У цьому переможному бою ворог втратив коло 300 вбитих, втрати сотні — 4 вбитих і 12 ранених
Одним із найбільших боїв у 1944 році з більшовиками вважається бій, що його провела сотня «Чорні круки» під командуванням «Тура», яка входила в курінь «Бистрого». Дехто вважає, що в цьому бою брала участь і сотня «Бурлаки» (командир «Чорний» — Василь Шепета). Бій відбувся 21 вересня 1944 в околицях сіл Затурина і Маркови, у якому загинуло за різними даними від 60 до 90 повстанців. Ворог також втратив десятки своїх убитих солдатів і офіцерів.
У різні роки у Затурині діяли:
- читальня товариства Всеукраїнське товариство «Просвіта» імені Тараса Шевченка з бібліотекою;
- кооператива;
- аматорський гурток;
- хор
- чотирирічна початкова школа;
- сільський оркестр

12 червня 2020 року, відповідно до розпорядження Кабінету Міністрів України № 724-р «Про визначення адміністративних центрів та затвердження територій територіальних громад Тернопільської області» увійшло до складу Підгаєцької міської громади.
19 липня 2020 року, в результаті адміністративно-територіальної реформи та ліквідації Підгаєцького району, село увійшло до складу Тернопільського району.

## Релігія
- церква Різдва Пресвятої Богородиці (1992, мурована, ПЦУ);
- капличка Різдва Пресвятої Богородиці (2000, мурована, УГКЦ).

## Пам'ятки
- Встановлено хрест на честь скасування панщини.
- Ботанічні пам'ятки природи місцевого значення Завалівська бучина №1 та Завалівська бучина №2.
- Поблизу Затурина є могила, у якій поховано близько 40 вояків УПА.

## Соціальна сфера
Діють загальноосвітня школа І ступеня, бібліотека.

## Відомі люди
- Мартин Суканець (1894 р.н.) — стрілець 2 сотні Українських Січових Стрільців (станом на 1 червня 1916 року)[6]
- Євгенія Суканець (Метанчук), «Мотря» — уродженка села Затурин, підрайонова провідниця Юначок ОУН, зв'язкова УПА[7]
- Ігор Сиван — педагог, вчитель фізики, відмінник народної освіти України.
- Маліброда Олег  — український священник[8].

## Галерея

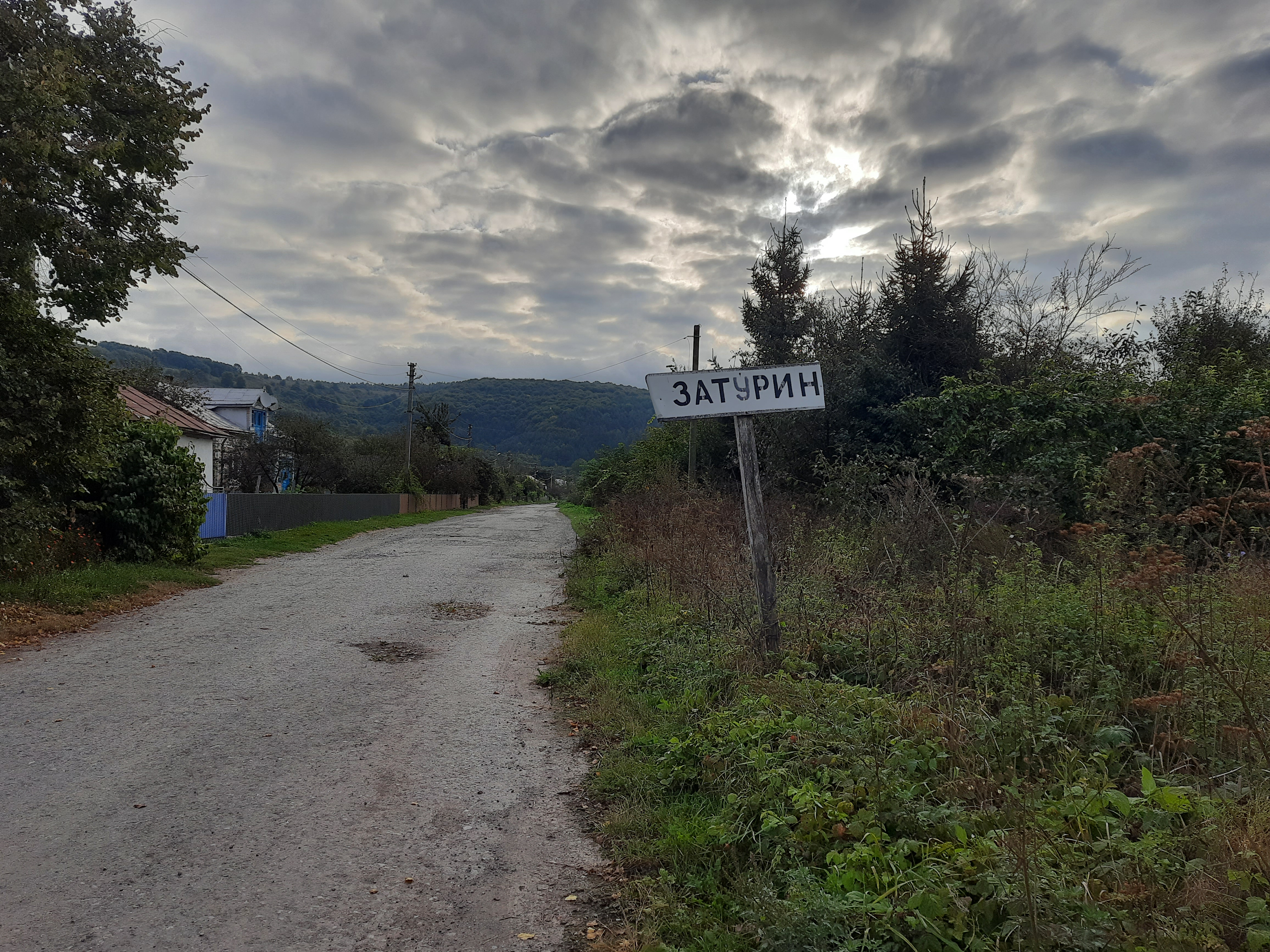
Дорожній знак при в'їзді в село
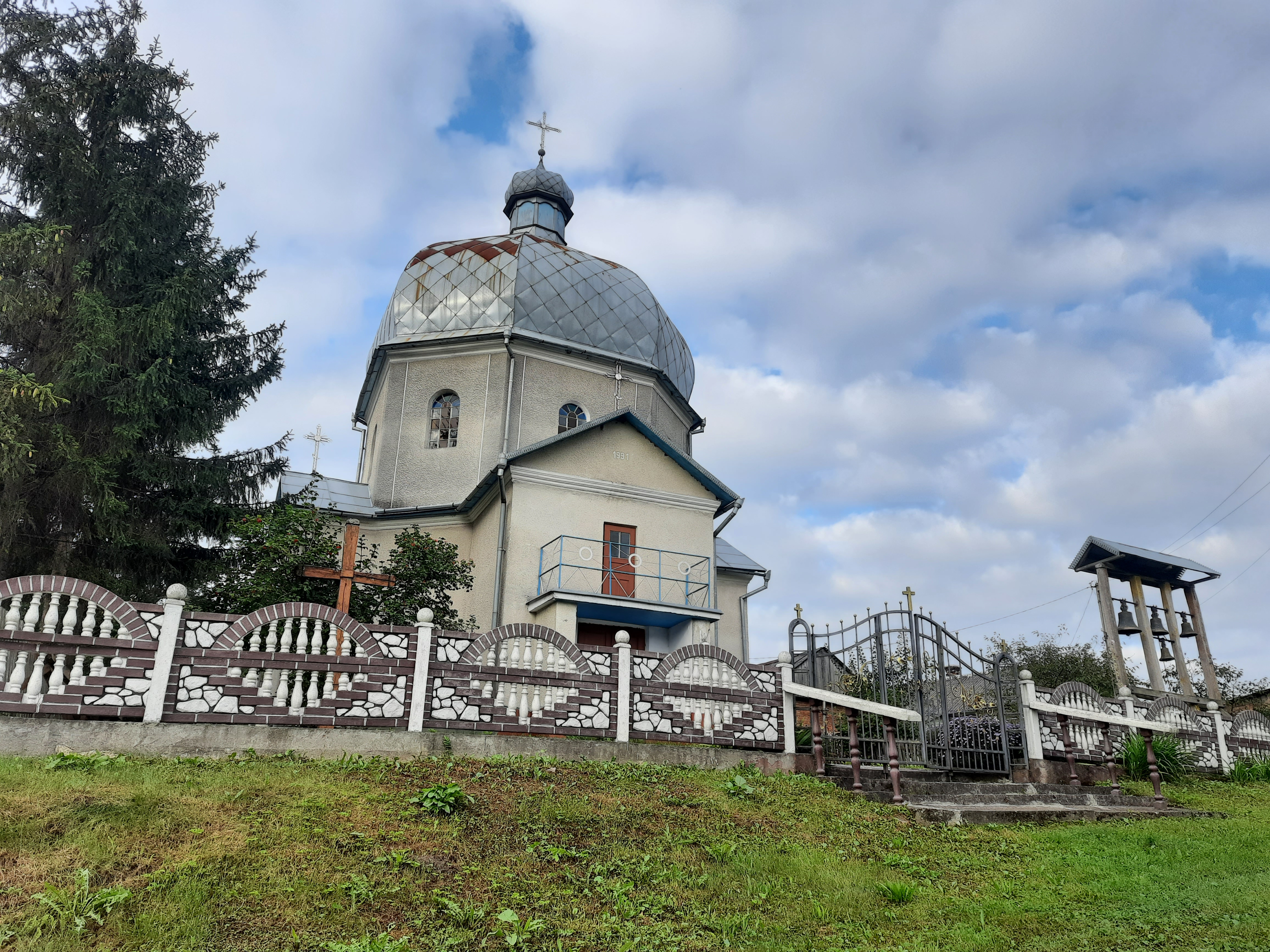
Церква Різдва Пресвятої Богородиці (1992 ПЦУ)
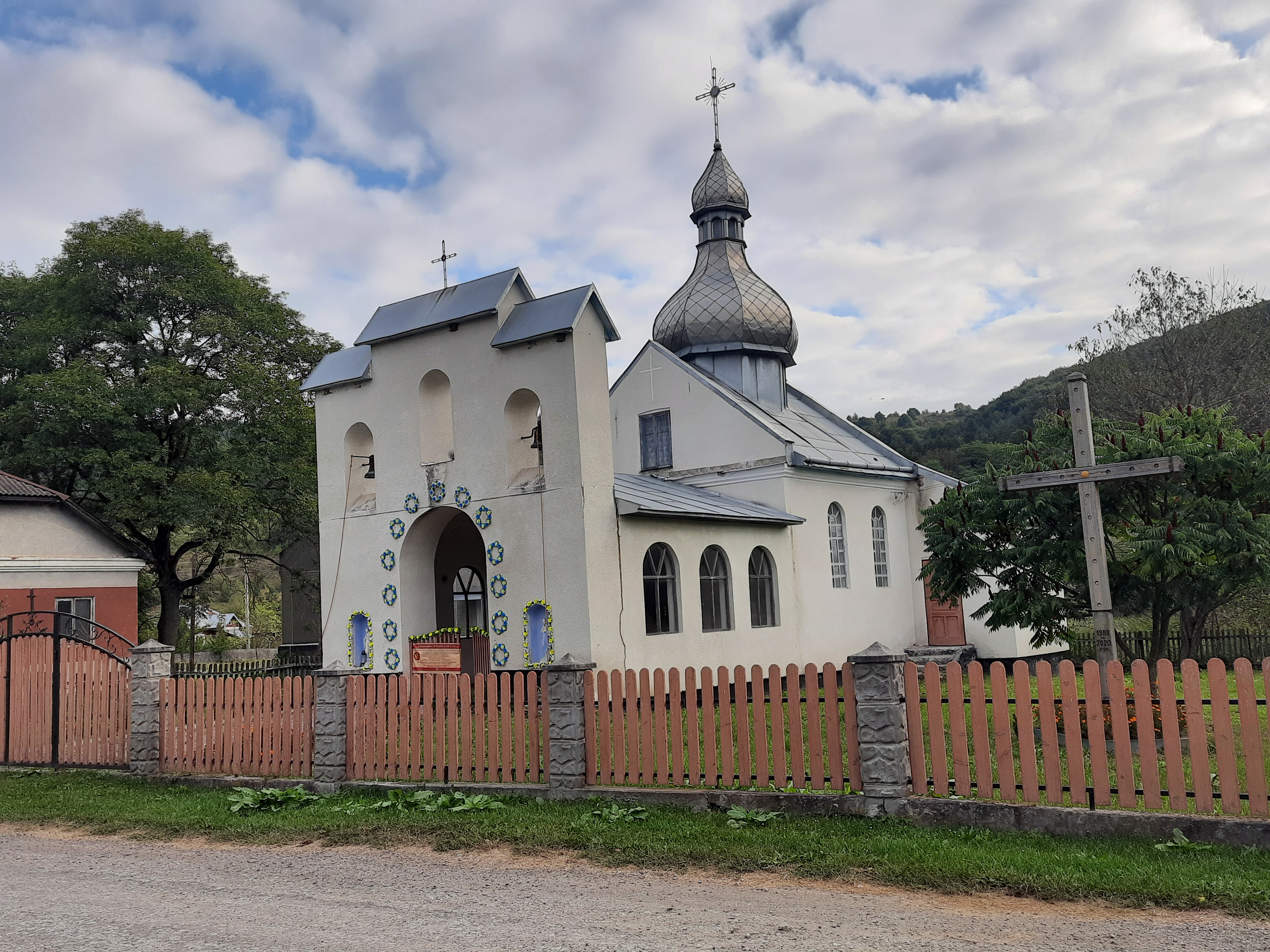
Каплиця Різдва Пресвятої Богородиці (2000 УГКЦ)
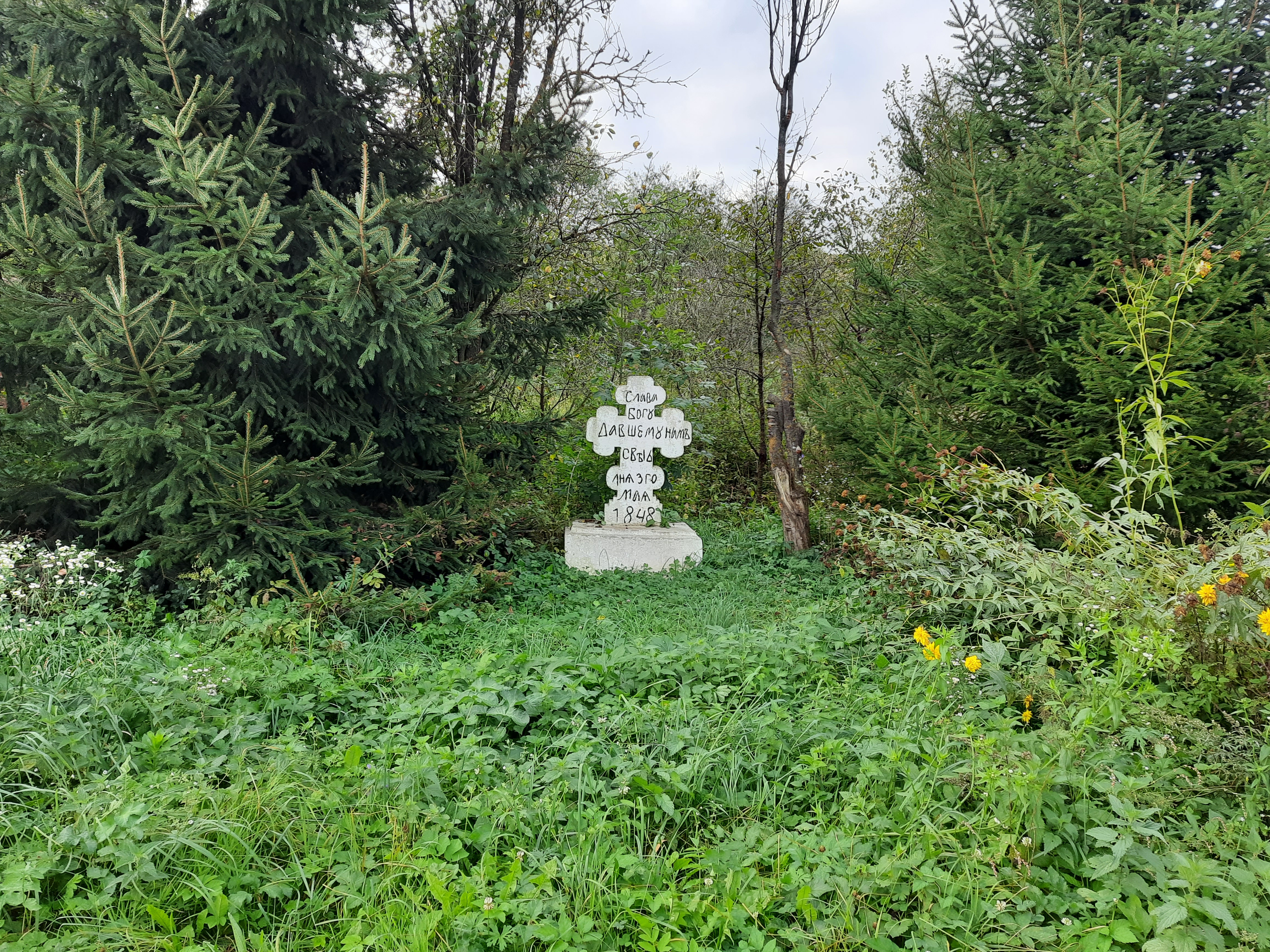
Пам'ятний хрест з нагоди скасування панщини
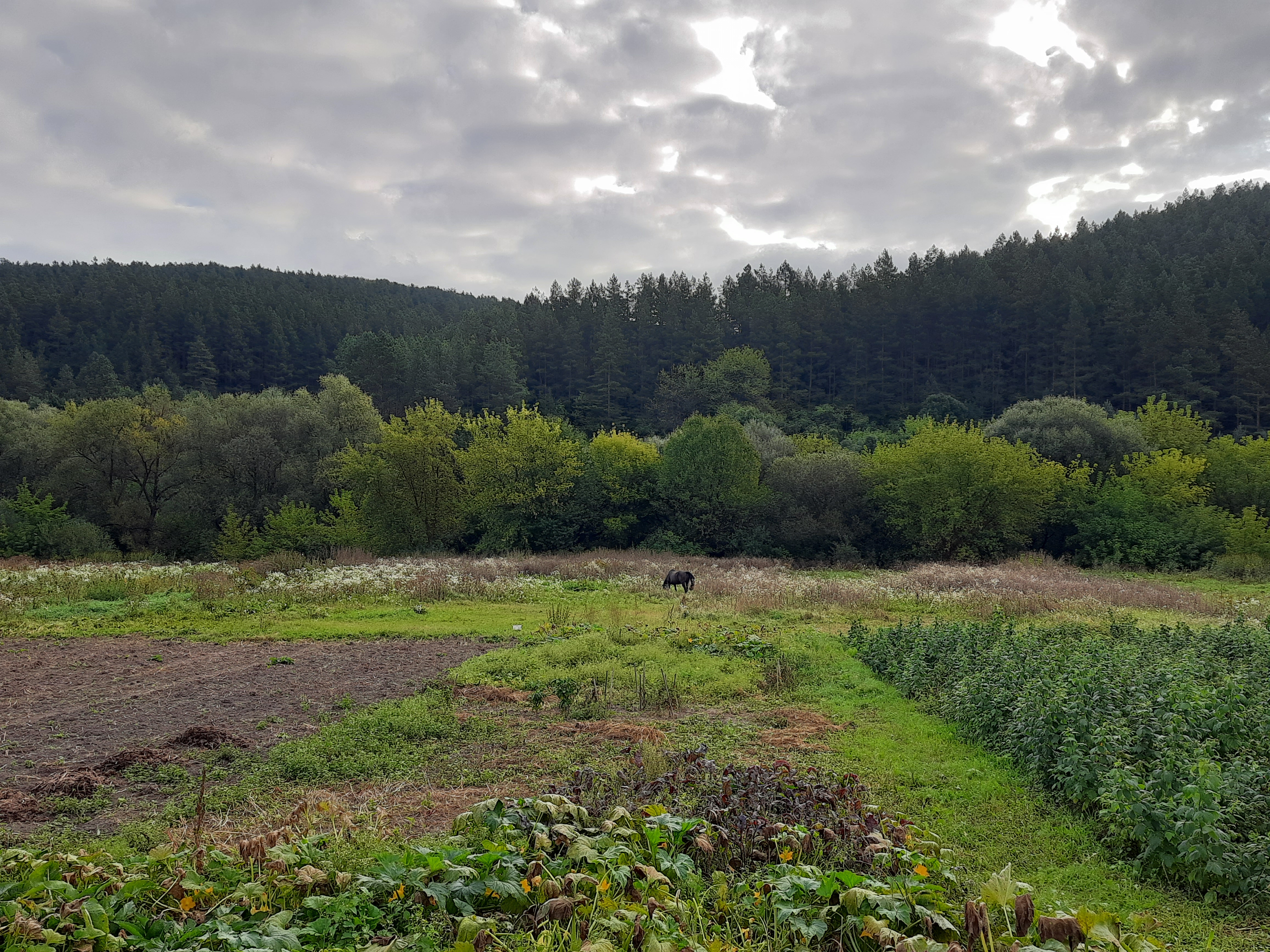
Краєвид біля села